# Spencer Cavendish, 8:e hertig av Devonshire
Spencer Compton Cavendish, 8:e hertig av Devonshire (kallad Lord Cavendish of Keighley mellan 1834 och 1858, markis av Hartington mellan 1858 och 1891), född 23 juli 1833, död i 24 mars 1908 i Cannes, var en brittisk politiker.

## Biografi
Spencer Cavendish var son till William Cavendish, 7:e hertig av Devonshire (1808–1891). Han gifte sig i London 1892 med Luise Friederike Auguste von Alten, änkehertiginna av Manchester (född i Hannover 1832, död 1911), som tidigare varit gift med William Drogo Montagu, 7:e hertig av Manchester (1823–1890).
Han var ledamot av det brittiska parlamentets underhus (liberal) 1857–1868 och 1869–1891. Han var understatssekreterare i krigsministeriet, samt februari–juni 1866 krigsminister. Då det liberala partiet kom till styret 1868 ingick han som generalpostmästare i regeringen och främjade som sådan det brittiska telegrafväsendet. Från 1871 till 1874 var han chief secretary för Irland, och övertog 1875 ledningen för det liberala underhuspartiet efter William Ewart Gladstone. I dennes regering blev han 1880 minister för Indien och övertog 1882 posten som krigsminister.
År 1885 avgick han tillsammans med Gladstone. Då denne bildade ny regering 1886 ville inte Cavendish inträda i denna, då han ogillade Gladstones irländska home rule-politik. Tillsammans med ett 90-tal andra utträdde han ur det liberala partiet och bildade det liberala unionistpartiet, som bekämpade home rule. 1886 försökte Salisbury förmå honom att överta ledningen för kabinettet, men han avböjde. Efter faderns död övertog han dennes hertigtitel och plats i överhuset och blev sedan överhusets ledare, men avgick 1903 av missnöje med Joseph Chamberlains tullpolitik. Under de följande åren var han ledare för de unionistiska frihandelsvännerna.
Som kansler för Cambridgeuniversitetet från 1892 visade han stor frikostighet mot lärosätet.

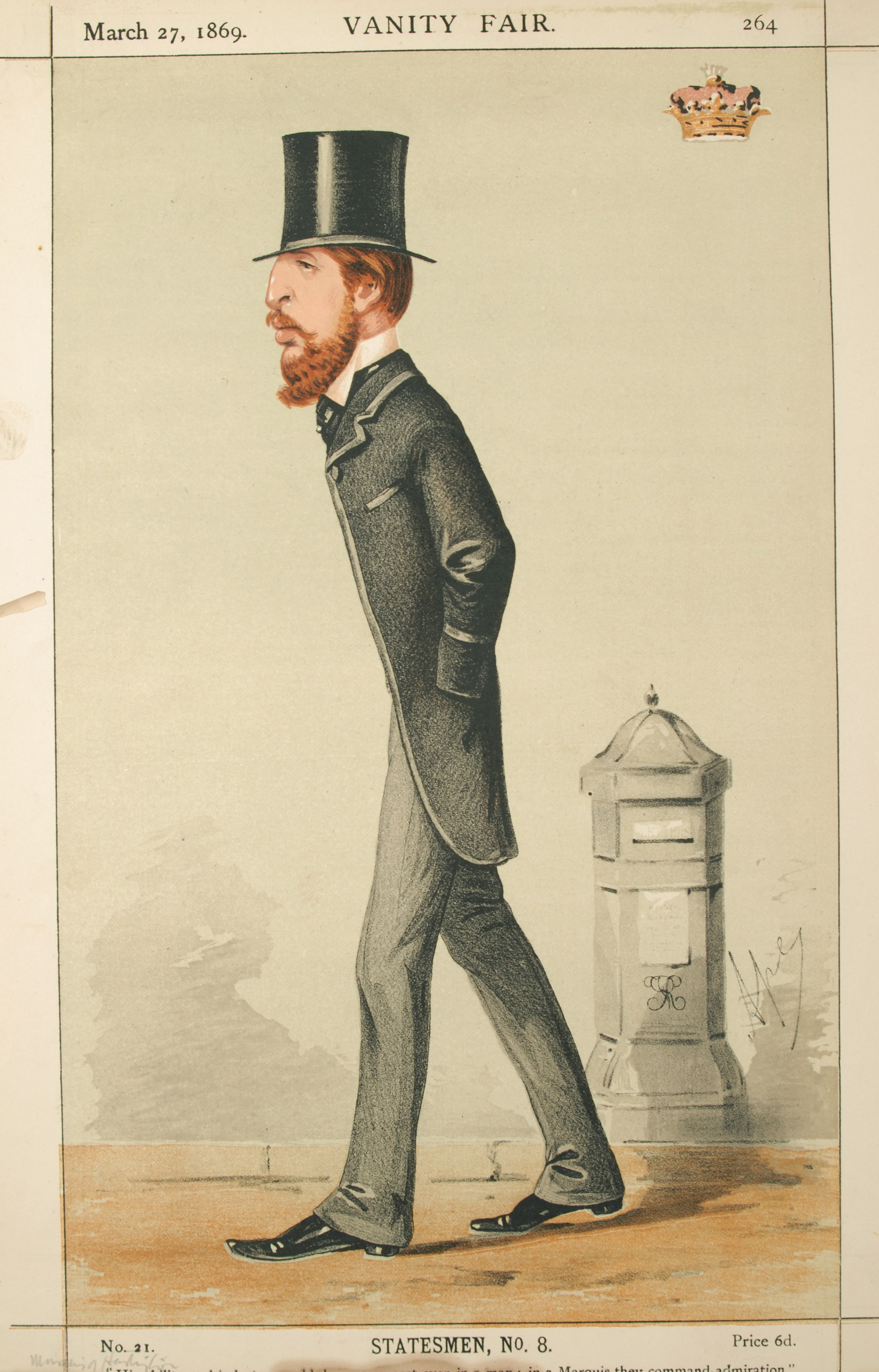
Markisen av Hartington i Vanity Fair 1869.

Cavendish utnämndes av drottning Viktoria till ledamot i det brittiska kronrådet 1866. Han var också ledamot av irländska kronrådet från 1871.